# Vaughan
Vaughan je priimek več oseb:
- Edward William Drummond Vaughan, britanski general
- Gerald Birdwood Vaughan-Hughes, britanski general
- Charles Hilary Vaughan Pritchard, britanski general